# Ördög-tó
Az Ördög-tó az Észak-Hargita Ostoros, Veres-bükk és Vigyázó-kő csúcsai közti vulkáni kráter külső lejtőjén terül el. 

## Leírása
Az Ördög-tó 1180 m tengerszint fölötti magasságban alakult ki, ez az egyetlen magashegyi tőzegláp az északi Hargitában. A láp több ritka, védett jégkorszaki maradvány növény élőhelye, megtalálhatjuk itt a  szibériai hamuvirágot, a babérlevelű fűzet, a hüvelyes gyapjúsást. 2000-ben kolozsvári biológusok egy ritka, jégkorszaki maradvány pókfajt azonosítottak a területen.
Az Ördög-tó több legendában is megjelenik mint egy feneketlen tó. A környéken élők Medveferedőként vagy Medve fürdőjeként is emlegetik. 
A láp a Madarasi Hargita Élőhelyvédelmi Natura 2000 területnek a részét képezi.

## Külső hivatkozások
- http://www.greenharghita.ro/index.php/hu/vedett-teruletek/ordog-to Archiválva 2017. október 6-i dátummal a Wayback Machine-ben
- http://7csoda.zoldszekely.ro/hu/p7/ordog-to.html Archiválva 2017. október 6-i dátummal a Wayback Machine-ben